# Modus operandi
Modus operandi (används ofta i förkortad form MO) är en kriminologisk term för brottstekniker, hur ett brott utförs, sättet som gärningsmannen gått tillväga på.
Modus operandi är en latinsk fras vilket betyder ungefär "tillvägagångssätt". I pluralform modi operandi. Under en polisutredning kan modus operandi användas för att spåra en viss brottsling. Frasen används också mer generellt för att beskriva människors beteendemönster.

## Modus operandi vid brott
Sättet som en gärningsperson begår ett brott kallas modus operandi (MO). MO kan vid samma brottstillfälle innefatta flera brottsrubriceringar (jämför brottskonkurrens) till exempel kan en person begå mord genom att droga ner personen och bränna ner huset där personen befinner sig. MO kan också avse enklare tillvägagångssätt, till exempel mord medelst knivstick, där brottet och dess MO täcks av en brottsrubricering. Personer med kriminell livsstil utvecklar vanligen sina tekniker och förfinar MO i den utsträckning de begår samma brott igen. MO kan också improviseras genom att händelseutvecklingen vid brottstillfället inte sker enligt planerna. Det senare gäller i särklass sexualbrott och andra våldsbrott, där offrets motstånd kan leda till annat våld än avsett och ibland utmynna i ett oplanerat mord eller sexualmord. En seriebrottsling kan med andra ord använda olika MO, beroende på situation och genom att lära av misstag. Dock tenderar en gärningsperson som begår samma brott fler än en gång att använda ungefär samma MO vid de olika brottstillfällena. Därför studeras MO vid brottsutredningar och gärningsmannaprofileringar.
MO brukar avskiljas från brottslingens signatur. Som signatur räknas särskilda personliga beteenden eller val vid brottstillfället, vilka tenderar att vara mindre föränderliga än MO. Signaturer kan innefatta krav som framförs till brottsoffret (till exempel att en våldtäktsman kräver att offret ska säga att den njuter), eller sättet gärningspersonen använder våld på. Det kan innefatta val av brottsoffer, eller sättet som offret lämnas på. Signaturen inräknas ibland till MO, men då med tillägget att MO är mycket vidare än så.
Första gången MO användes i polisiärt arbete var i slutet av 1800-talet av Major Atcherley vid West Riding Yorkshire Constabulary i England. Han definierade MO som att det innehåller tio element:
1. Klass - vilket slags egendom som attackeras, till exempel hus eller personer.
2. Ingång - hur gärningspersonen tar sig dit, till exempel genom ett sovrumsfönster.
3. Medel - implementeringar eller verktyg som användas, till exempel kofot eller stege.
4. Objekt - vad gärningsmannen tar, till exempel smycken.
5. Tidpunkt - tid på dygnet, dag i veckan, och dag på året.
6. Stil - om brottet begås mekaniskt, affektivt, stressat, lugnt, etc.
7. Berättelse - om gärningspersonen sprider ryktet om sitt brott, eller om denne delger något från sitt syfte.
8. Vänner - om gärningspersonen agerar ensam eller i grupp.
9. Transport - hur gärningspersonen tar sig till och från brottsplatsen.
10. Signatur - alla egenheter som gärningspersonen företar sig vid brottet, till exempel att klä av sig naken, droga ner hemmets hund, etc.